# Šabrej kmínovitý

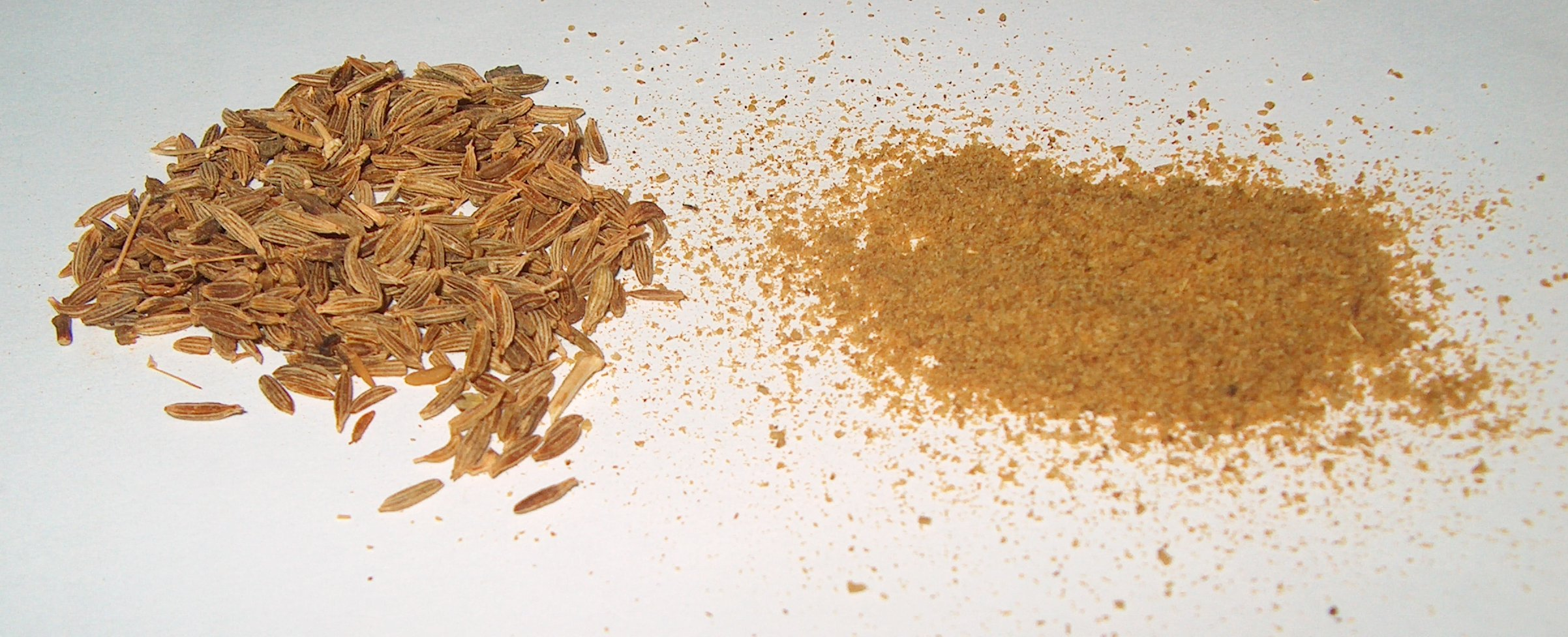
Celý a drcený římský kmín

Šabrej kmínovitý (Cuminum cyminum) je jednoletá rostlina z čeledi miříkovitých. Semen se užívá jako koření a jsou známa pod názvem římský kmín.

## Koření kmín římský
Kumín neboli římský kmín jsou semena šabreje kmínovitého Cuminum cyminum.
Semínka jsou podobná kmínu, ale jsou větší a zelenohnědá. Především však mají jinou vůni a hořkou chuť, takže se navzájem tato koření nedají nahradit.

### Užití v kuchyni
V mediteránní oblasti se užíval s oblibou jako pepř pro svou ostrost.
Jde o důležitou součást indické kuchyně (pod názvem džíra) a koření kari, kterému dodává jeho charakteristické aroma.
Ve středoasijských zemích je znám pod názvem zira a přidává se do pilafu. V indonéské kuchyni se nazývá djintan. Na Balkáně (Bulharsko) se nazývá kimion a používá se ke kořenění mletých mas kebabů, jinak do místních salámů a klobás. Stejně tak ve Středomoří do salámů tzv. italského typu, masových konzerv, sýrů ale i do chleba.
Další užití našel v likérnictví.

### Pěstování
Už od starověku je znám v Egyptě, Řecku a Římě. Později se rozšířil do dalších zemí včetně severní Afriky. Nyní je komerčně produkován v oblastech u Středozemního moře a v Indii.